# Новиков, Михаил Николаевич (декабрист)
Михаил Николаевич Новиков (1777—1824) — русский дворянин, масон и декабрист.

## Биография
Родился в 1777 году. Его отец, Николай Васильевич Новиков (?—1786) — двоюродный брат известного просветителя Н. И. Новикова. Мать — Дарья Михайловна, урождённая Мартынова (?—22.02.1831) — в 1797 году поступила в пензенский Троицкий женский монастырь, 4 мая 1800 года была пострижена в монашество под именем Досифеи, в 1802 году стала игуменьей нижегородского Крестовоздвиженского монастыря.
Михаил Новиков в пятилетнем возрасте был записан в службу в Измайловский лейб-гвардии полк; фактическую службу начал 14 января 1793 года, подпоручиком Киевского гренадерского полка. Был переведён поручиком в Нарвский пехотный полк, адъютант шефа полка О. В. Ротгофа (шефский адъютант) с 10 октября 1798 года.
В 1802 году вышел в отставку с чином штабс-капитана. При поступлении на гражданскую службу был переименован в титулярные советники и в ноябре 1803 года назначен в Пензу городничим; в 1804 году — пензенский полицмейстер и коллежский советник; был уволен от службы 20 июня 1807 года.
В 1807—1810 годах — мокшанский уездный предводитель дворянства.
В Отечественную войну 1812 года с 1 сентября был сотенным (эскадронным) начальником Пензенского конного полка (ополчения). За участие в подавлении волнений пензенского ополчения представлен к ордену Св. Анны 2-й степени (3.06.1813). Был причислен к штабу начальника 3-го округа ополчения П. А. Толстого с 15 января 1813 года и участвовал в заграничном походе.
В июле 1815 года поступил на службу в департамент Министерства юстиции. 26 июня 1816 года был переведён в число чиновников при генерал-провиантмейстере, а 22 августа того же года — в Полтаву, начальником отделения в канцелярию малороссийского генерал-губернатора князя Н. Г. Репнина-Волконского. Надворный советник с 31 декабря 1816 года. В марте 1817 года стал правителем канцелярии. 15 мая 1820 года вышел в отставку., после чего приобрёл у С. М. Кочубея несколько деревень с 346 душами крестьян.
Член преддекабристской тайной организации «Орден русских рыцарей» и «Союза спасения» (1816). Состоял членом масонской ложи «Избранного Михаила», затем основал и был управляющим мастером ложи «Любовь к истине» в Полтаве (1818—1819), которую пытался превратить в одну из управ «Союза благоденствия», одним из руководителей которого он являлся в 1818—1819 годах.
Член-корреспондент Вольного общества любителей российской словесности с 30 сентября 1818 года.

## Семья
Жена — Евлампия Ивановна (1789—?).
Дети: Дарья (1807—?), Иван (1808—?), Николай (1809—?), Владимир (1810—?), Варвара (1811—?), Дмитрий (1813—?).